# Производственная практика (марксизм)
Производственная практика — в марксизме протекающий в системе определённых экономических отношений процесс воздействия на природу, в ходе которого субъект изменяет объект с помощью орудий труда в соответствии со своими целями и закономерностями объекта, а также формирует и развивает свои потребности, знания и навыки.
Развитие производственной практики приводит к развитию знаний о природе, способах её преобразования и восстановления нарушенного природного равновесия. Субъектом такого знания является общество в целом, а формируется это знание на уровне теории в условиях общественного разделения труда технической и естественнонаучной интеллигенцией.